# Krasnogórskoye
Krasnogórskoye (en ruso: Красного́рское) es un localidad rural, un selo y el centro administrativo del distrito de Krasnogorski del krai de Altái en Rusia.

## Demografía
| Gráfica de evolución de Krasnogórskoye entre 1926 y 2021 |
|                                                          |

Su población de acuerdo con los últimos censos era de 5993 (censo de 2010); 6756 (censo de 2002); 6551 (censo de 1989). Servicio Federal de Estadísticas de Rusia (2011). «Всероссийская перепись населения 2010 года. Том 1» [Censo panruso de población de 2010, vol. 1]. Всероссийская перепись населения 2010 года [Censo panruso de población de 2010] (en ruso). Servicio Federal de Estadísticas.